# Palacio de los Bernaldo de Quirós
El Palacio de Carrió o de los Bernaldo de Quirós o de los Condes de Peñalba es una residencia nobiliaria sita en el paraje de El Palacio, aldea de Otero y parroquia de San Lorenzo de Carrió, sobre la margen izquierda de la ría de Aboño, en el concejo asturiano de Carreño (cuya cabecera es Candás).
Fue construido en el siglo XVII a partir de una torre defensiva bajomedieval, pero la mayor parte de su traza actual resultó de una completa remodelación hecha en el siglo XIX y de otra reforma del XX que se atribuye a los arquitectos Manuel del Busto Delgado y Juan Manuel del Busto González, su hijo.
La propiedad se sucedió en los linajes Carrió, Cienfuegos (condes de Marcel de Peñalba) y Bernaldo de Quirós (una línea descendiente del VI marqués de Campo Sagrado).

## Descripción
En la actualidad, la finca tiene una extensión aproximada de 70.000 m² y está cercada con muro de mampostería. Los jardines, de gran riqueza botánica, están trazados según el gusto inglés y romántico, y poblados de árboles centenarios: entre ellos un gran pino que figura en varios cuadros del pintor Nicanor Piñole. Dispersos por el parque hay varios edificios auxiliares: establos, cocheras, casa de guardas y una torre palomar.
El edificio principal es de planta rectangular, cubierto a dos aguas y de cuatro alturas: semisótano, dos plantas nobles y desván. Éste se ilumina con dos pequeños balcones situados en los hastiales y con ventanas rebajadas que se abren bajo los amplios aleros, sostenidos por jabalcones y rematados en puntillas. 
Los vanos se distribuyen simétricamente por las fachadas, que están enlucidas y decoradas con molduras clasicistas en recercos e impostas. La puerta principal se abre al este. Se accede a ella por una doble escalinata y queda protegida por un balcón de mucho vuelo, a modo de porche sostenido por dos columnillas de hierro fundido. Flanqueando este balcón, dos oquedades con mechinales delatan el lugar que ocuparon sendas piedras armeras: una ostentaba el escudo de Bernaldo de Quirós, con la leyenda «Después de Dios la casa de Quirós», y otra el de Carrió con la leyenda «El Noble linaje de los Carrió es de mucha antigüedad y nobles hidalgos». Los escudos fueron retirados en 1995.
Por el lado norte tiene adosada una capilla que comunica con el sótano y el bajo. De estilo neogótico, con graciosas ventanas geminadas ojivales, está dedicada a Nuestra Señora de los Dolores. Durante casi todo el siglo XIX albergó el cuerpo incorrupto de Santa Clementina, traído de Roma por el Cardenal Cienfuegos junto con la cabeza de San Justo, soldado y mártir romano, y otras valiosas reliquias que permanecieron en esta capilla hasta finales del XX.
La planta principal del palacio se distribuye entre recibidor, tres salones, comedor, una amplia biblioteca, y el acceso a la parte superior de la capilla. Se conserva en buen estado la amplia escalera de madera.

## Historia
A principios del XVIII la casa solar de Carrió pertenecía a Jerónimo de Carrió y Bernaldo de Quirós, nacido en ella a mediados del siglo anterior. Pertenecían a este señor los derechos de barcaje para cruzar el río Aboño, así como el patronato y presentación de la cercana iglesia parroquial de San Lorenzo, donde tenía derecho de sepultura y asiento preeminente con estrado. Casó con María de Miranda y ambos fueron enterrados en el pavimento del presbiterio, donde se conserva su lápida fechada en 1713.
Les sucedió su hijo José Jerónimo de Carrió y Miranda, y a éste su hija Bernarda Jacinta de Carrió y Argüelles, bautizada en dicha iglesia el 23 de agosto de 1744. Casó el 20 de agosto de 1775 en la capilla de San Juan Bautista de Carrió, ante el cura de San Lorenzo, con Rodrigo González de Cienfuegos y Velarde, VI conde de Marcel de Peñalba, hermano consanguíneo del Cardenal Francisco Javier de Cienfuegos y Jovellanos, Arzobispo de Sevilla. El Cardenal trajo de Roma las reliquias de Santa Clementina y San Justo y las instaló en la capilla del palacio. En 1786, los condes de Peñalba fueron anfitriones del reverendo Joseph Townsend, quien se refiere a esta finca como «una casa de campo que pertenece a la condesa, y no al conde, pues en España las propiedades de cada uno de los cónyuges se mantienen claramente diferenciadas».
Sucedió a los anterores su hijo el Brigadier Juan Martín González de Cienfuegos y Carrió, VII Conde de Marcel de Peñalba, fallecido en 1854, que casó con Ana María de Navia Osorio y Cray Winkel, hija de los marqueses de Santa Cruz de Marcenado. 
Su hijo Ignacio Javier González de Cienfuegos y Navia Osorio, VIII conde de Marcel de Peñalba poseía la casa en 1878, y poco después la cedió a su hermano Rodrigo. Éste no tuvo hijos, y por su testamento legó el cuerpo de Santa Clementina a la iglesia de Santa María de Luanco. En honor de la santa, se construyó una capilla adosada al muro norte de dicha iglesia. Y en 1896 los sobrinos del testador cumplieron la manda trasladando la reliquia a Luanco, donde recibió culto público durante 40 años, hasta que en 1936 fue profanada y destrozada por los marxistas.
Heredó la finca su sobrino Carlos Bernaldo de Quirós y Cienfuegos, hijo de José María Bernaldo de Quirós y Llanes, VI marqués de Campo Sagrado, y de Josefa de Cienfuegos y Navia Osorio. Este propietario reformó totalmente el palacio por los años 1880, y construyó las instalaciones ganaderas, dotadas de los últimos avances técnicos y que fueron inauguradas por la Reina Isabel II. Casó con María de Canga-Argüelles y López-Dóriga, hija del II conde de Canga-Argüelles y biznieta del hacendista y misnistro. Tuvieron doce hijos, entre ellos a José María, que heredó el palacio, a Carlos, que fue alcalde de Carreño, y a Concepción Bernaldo de Quirós y Canga-Argüelles, que casó con el bibliófilo Roque Pidal y Bernaldo de Quirós, su primo carnal, último particular que poseyó el códice del Poema de Mío Cid. 
José María Bernaldo de Quirós y Canga-Argüelles reformó de nuevo el palacio después de la Guerra, encargando el proyecto a Manuel del Busto. Y la última dueña hereditaria fue su hija Magdalena Bernaldo de Quirós y Sela, que lo enajenó en 1995 y falleció en Oviedo el 21 de marzo de 2002. Esta señora donó la cabeza de San Justo y las demás reliquias, imágenes y ajuar de la capilla a la iglesia de San Julián de Somió (Gijón).
El inmueble perteneció después a Hidroeléctrica del Cantábrico y actualmente es propiedad de la cementera Tudela-Veguín, del grupo Masaveu, que lo tiene en un lamentable estado de abandono.

## Deterioro y riesgo de destrucción
La asociación Hispania Nostra viene denunciando desde hace años el «deterioro progresivo del edificio por abandono», pues se encuentra en «ruina progresiva» por «la acción de la vegetación y las inclemencias del tiempo». Y a fin de darlo a conocer y lograr su consolidación o restauración, lo ha incluido en su Lista roja de patrimonio en peligro, que «recoge aquellos elementos del patrimonio cultural español que se encuentran sometidos a riesgo de desaparición, destrucción o alteración esencial de sus valores». Figura en el catálogo urbanístico del concejo de Carreño pero no ha sido declarado Bien de Interés Cultural ni incluido en el Inventario del Patrimonio Cultural del Principado de Asturias, por lo que carece de protección legal específica.